# Джина (фильм)
Джина — канадский драматический фильм, снятый режиссёром Дени Арканом на французском языке и выпущенный в 1975 году.

## Сюжет
Селин Ломес снялась в главной роли Джины, стриптизёрши, которая после изнасилования в номере мотеля нанимает двух преступных головорезов, чтобы отомстить насильникам.
В фильме разворачиваются три параллельные сюжетные линии: стриптизёрша, которая отправляется на работу в небольшой городок Квебека; пьяная банда на снегоходах, задающая жару жителям города; и съёмочная группа, пытающаяся снять политический документальный фильм об эксплуатируемых ткацких работниках (намёк на собственный документальный фильм Дени Аркана «On est au coton», запрещённый Национальным киносоветом Канады), таким образом, фильм одновременно является триллером и политическим памфлетом о тогдашних реалиях Квебека.